# Oskar von Hutier
Oskar Emil von Hutier (ur. 27 sierpnia 1857 w Erfurcie, zm. 5 grudnia 1934 w Berlinie) – niemiecki wojskowy i generał piechoty. Zdobywca Rygi.
Uczestnik I wojny światowej. 1914]na froncie zachodnim, brał udział w walkach z Francją. W 1915 przeniesiony na front wschodni, gdzie osiągnął swoje największe sukcesy militarne. We wrześniu 1917 pokonał wojska rosyjskie pod Rygą. W 1918 dowódca 18 Armii w grupie armii Kronprinz, którą dowodził podczas wiosennej ofensywy przeciwko Francji. W wyniku działań wojennych przerwał front brytyjsko-francuski nad Sommą i wziął do niewoli 50 tysięcy żołnierzy nieprzyjaciela.

## Odznaczenia
- Pour le Mérite – 6 września 1917 (Prusy)
  - Liście Dębu – 23 marca 1918 (Prusy)
- Krzyż Komandorski Orderu Wojskowego Świętego Henryka I klasy – 7 maja 1918 (Saksonia)
- Krzyż Komandorski Orderu Wojskowego Świętego Henryka II klasy – 16 listopada 1917 (Saksonia)
- Order Orła Czerwonego II klasy z koroną (Prusy)[2]
- Order Królewski Korony II klasy (Prusy)[2]
- Komandor II klasy Orderu Lwa Zeryngeńskiego (Badenia)[2]
- Krzyż Wielki II klasy Orderu Zasługi Wojskowej z gwiazdą (Bawaria)[2]
- Kawaler I klasy Orderu Ludwika (Hesja)[2]
- Komandor I klasy Orderu Zasługi Filipa Wspaniałomyślnego (Hesja)[2]
- Komandor Order Gryfa (Meklemburgia)[2]
- Komandor Orderu Domowego i Zasługi Księcia Piotra Fryderyka Ludwika (Oldenburg)[2]
- Krzyż Wielki Orderu Alberta (Saksonia)[2]
- Komandor II klasy Orderu Ernestyńskiego (Saksonia)[2]
- Krzyż Wielki Orderu Danebroga (Dania)[2]
- Komandor Orderu Oranje-Nassau (Niderlandy)[2]